# Tanarthrus densus
Tanarthrus densus is een keversoort uit de familie snoerhalskevers (Anthicidae). De wetenschappelijke naam van de soort is voor het eerst geldig gepubliceerd in 1895 door Casey.